# Träplugg

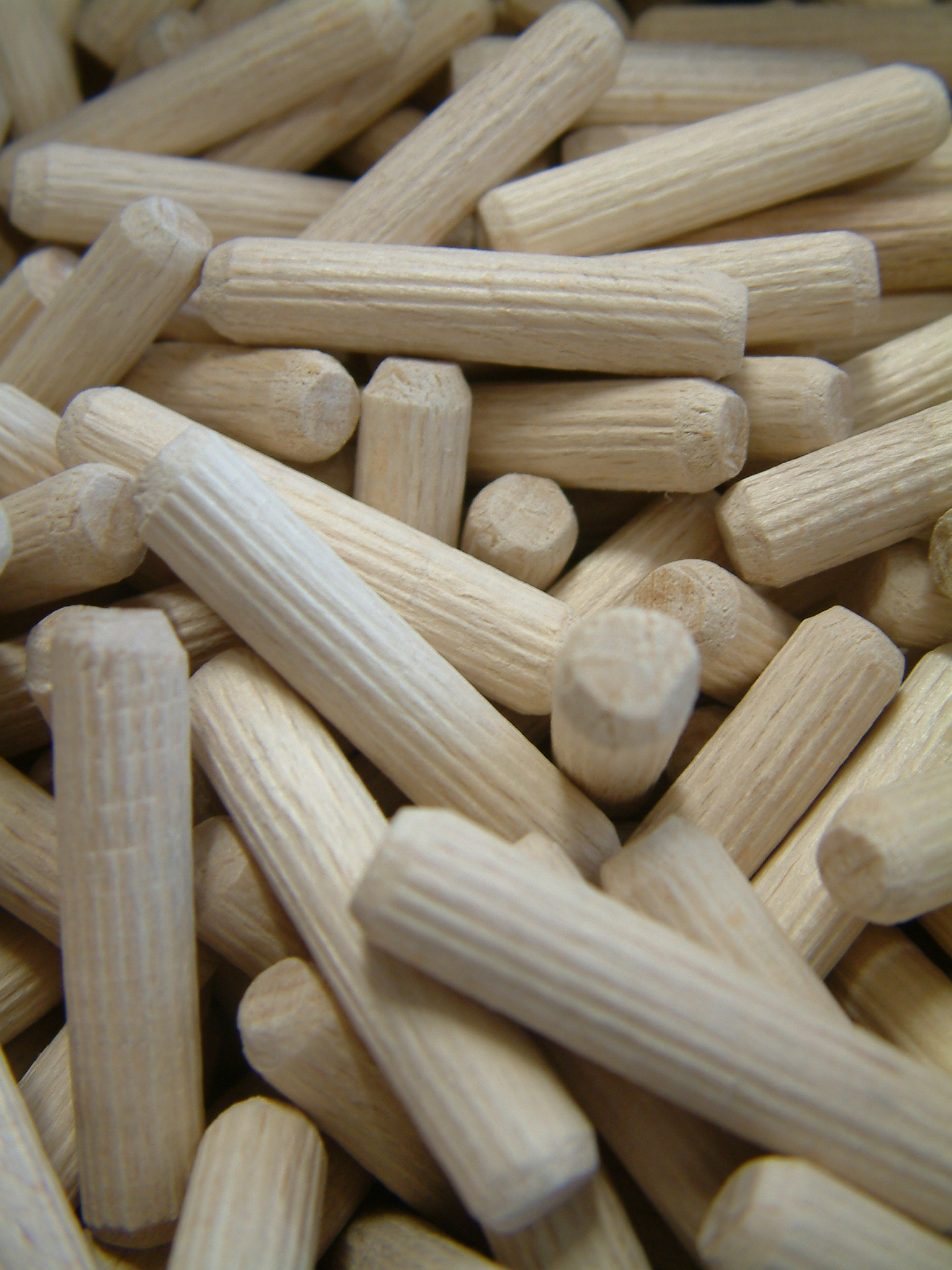
Industritillverkad centrumtapp.

En centrumtapp kallas ibland för träplugg och är ett avlångt cylindriskt föremål av räfflat hårdträ, avsett för att fästa ihop två delar av exempelvis en möbel genom att stickas in i förborrade hål. Numera tillverkas centrumtappar industriellt i flera olika standardstorlekar till exempel 6, 8, 10 eller 12 mm med en längd av 40 eller 50 mm för motsvarande borrdiameter. Centrumtappen kan användas med eller utan lim. För att fästa väl utan lim bör centrumtappens diameter vara marginellt större än borrhålets diameter. Centrumtappar är vanliga i monteringsfärdiga möbler. Oftast är trädetaljerna fästa med skruvar eller andra förband, centrumtappen har endast en fixerande funktion. Centrumtappen ersätter ofta tappning och sinkning vid sammanfogning av trädetaljer. 
Centrumtappen tillkom vid införandet av spånskivan i möbelindustrin eftersom det inte går att använda de äldre metoderna till sammanfogning av trädetaljer. När det gäller hållfasthet kan centrumtappen inte jämföras med de äldre metoderna sinkning eller tappning i massiva trämöbler, vilka dock är mer tidsödande att tillverka trots moderna träbearbetningsmaskiner. 
En annan variant som har införts som alternativ till centrumtappar är lamellkex, ett ellipsformat tunt trästycke som fästs i ett urfräst spår i den detalj som ska monteras.